# الستايتة
قرية الستايتة هي إحدى القرى التابعة لمركز المنزلة في محافظة الدقهلية في جمهورية مصر العربية. حسب إحصاءات سنة 2006، بلغ إجمالي السكان في الستايتة 3596 نسمة، منهم 1883 رجل و1713 امرأة.